# Stazione di Cellole-Santa Fè
La stazione di Cellole-Santa Fè era una fermata ferroviaria posta sulla ferrovia Sparanise-Gaeta, nonché bivio ferroviario, noto come Bivio Cellole, all'incrocio fra quest'ultima e la ferrovia Roma-Formia-Napoli. Era a servizio del comune di Cellole.

## Storia
La fermata, situata a 2 km da Cellole, venne costruita nel dopoguerra, in quanto la tratta della ferrovia Sparanise-Gaeta compresa fra Sessa Aurunca Superiore e Minturno-Scauri fu sostituita da una variante di tracciato, finalizzata ad accorciare il percorso. Tale variante partiva proprio dal km 149+567 della direttissima Napoli-Roma via Formia, ove venne realizzato, appunto, l'impianto di Bivio Cellole, utilizzato anche come fermata solo per i treni della Sparanise-Gaeta al fine di servire Cellole, non esistendo più la stazione di Cellole-Fasani sul vecchio tracciato. La fermata, soprannominata "Santa Fè" dagli alleati che contribuirono alla sua costruzione, venne inaugurata l'8 maggio 1949. Venne chiusa al traffico viaggiatori, insieme alla tratta Sparanise-Formia, per scarso traffico il 23 marzo 1957, e dismessa, in quanto non costituiva più nemmeno un bivio.

## Strutture e impianti
La fermata disponeva di 2 binari passanti per il servizio viaggiatori ed un binario tronco in direzione Sparanise. Il fabbricato viaggiatori in disuso e, al suo fianco, il piccolo edificio diroccato che conteneva i servizi igienici sono ancora visibili.

## Movimento
La fermata era servita da 4 coppie di treni al giorno sulla tratta Sparanise-Formia.